# Gino Marinuzzi
Gino Marinuzzi (Palerme, 24 mars 1882 - Milan, 17 août 1945) est un chef d'orchestre et compositeur italien.

## Biographie
Fils du parlementaire Antonio Marinuzzi, Gino Marinuzzi étudie dans sa ville natale — au conservatoire de musique Vincenzo-Bellini (it) où il côtoie Alfonso Gibilaro comme camarade de classe, — et y fait jouer son Requiem à 18 ans. Il y débute aussi comme chef d'orchestre, où il dirige les premières locales de Tristan und Isolde en 1905 et Parsifal en 1914.
Il parait alors à Rome, Madrid, Paris, Monte-Carlo, où il dirige la création de La rondine en 1917, Chicago, Londres, et entreprend une importante tournée en Amérique du Sud. 
De 1934 à 1944, il dirige régulièrement à La Scala de Milan, où il conduit de nombreuses créations et premières locales, ainsi que des reprises rares, notamment Lucrezia Borgia, I Capuleti ed i Montecchi, Beatrice di Tenda, La straniera, L'incoronazione di Poppea.
Réputé pour son grand style hérité de la tradition post-romantique, il a écrit trois opéras, Barberina (Palerme, 1903), Jacquerie (Buenos Aires, 1918), Palla de' Mozzi (Milan, 1932).

## Discographie sélective
- Verdi - La forza del destino - Maria Caniglia, Galliano Masini, Carlo Tagliabue, Ebe Stignani, Tancredi Pasero, Saturno Meletti - Chœur et orchestre de la Rai de Turin (Cetra, 1941)
- Marinuzzi - Jacquerie, opéra de 1918 - Soman, Salvadori, Galgani... chœurs et Orchestre du Théâtre Bellini - direction: Andrea Licata (coffret 2 CD Nuovo Era, 1994)

## Sources
- Harold Rosenthal, John Warrack, Roland Mancini et Jean-Jacques Rouveroux, Guide de l'opéra, Paris, Fayard, coll. « Les indispensables de la musique », 1995, 968 p. (ISBN 978-2-213-59567-2)